# アラメダ庭園
アラメダ庭園（アラメダていえん、英: Gibraltar Botanic Gardens, La Alameda Gardens）は、ジブラルタルにある広さ6ヘクタールの植物園。庭園の上にはザ・ロック・ホテルが建つ。

## 沿革
この庭園は1816年にジブラルタル総督ジョージ・ドンが開いた。その意図は、要塞に配置された兵士たちが非番の時に気分良く気晴らしできる場所を与えるというものだった。
第二次世界大戦時にこの庭園は、ジブラルタル経由で前線に向かう多くの同性愛者の兵士や水兵たちにとって、格好の落ち合い場所となった。戦争末期には憲兵が定期的に庭園を見回り、英米軍や商船の同性愛者たちを追い出した。
庭園は、1991年に外部の業者によって再開発された。1970年代以降、荒廃した状態にあることが分かったからだ。3年後には、動物園のアラメダ野生生物保護公園が併設された。

### エリオット記念像
ドン将軍は1815年に、ジョージ・オーガスタス・エリオットの記念像を立てた。
エリオット将軍の立派な像が、トラファルガーの海戦で拿捕されたスペイン軍艦サン・ファン・ネポムセノのバウスプリットを使ってまず彫られた。この像は総督公邸であるザ・カンヴェントに移設され、今もそこにある。そして1858年、移設跡地に現在の青銅製の胸像が立てられた。この像は周囲を4門の18世紀の榴弾砲で護られている。

## 庭園の植物

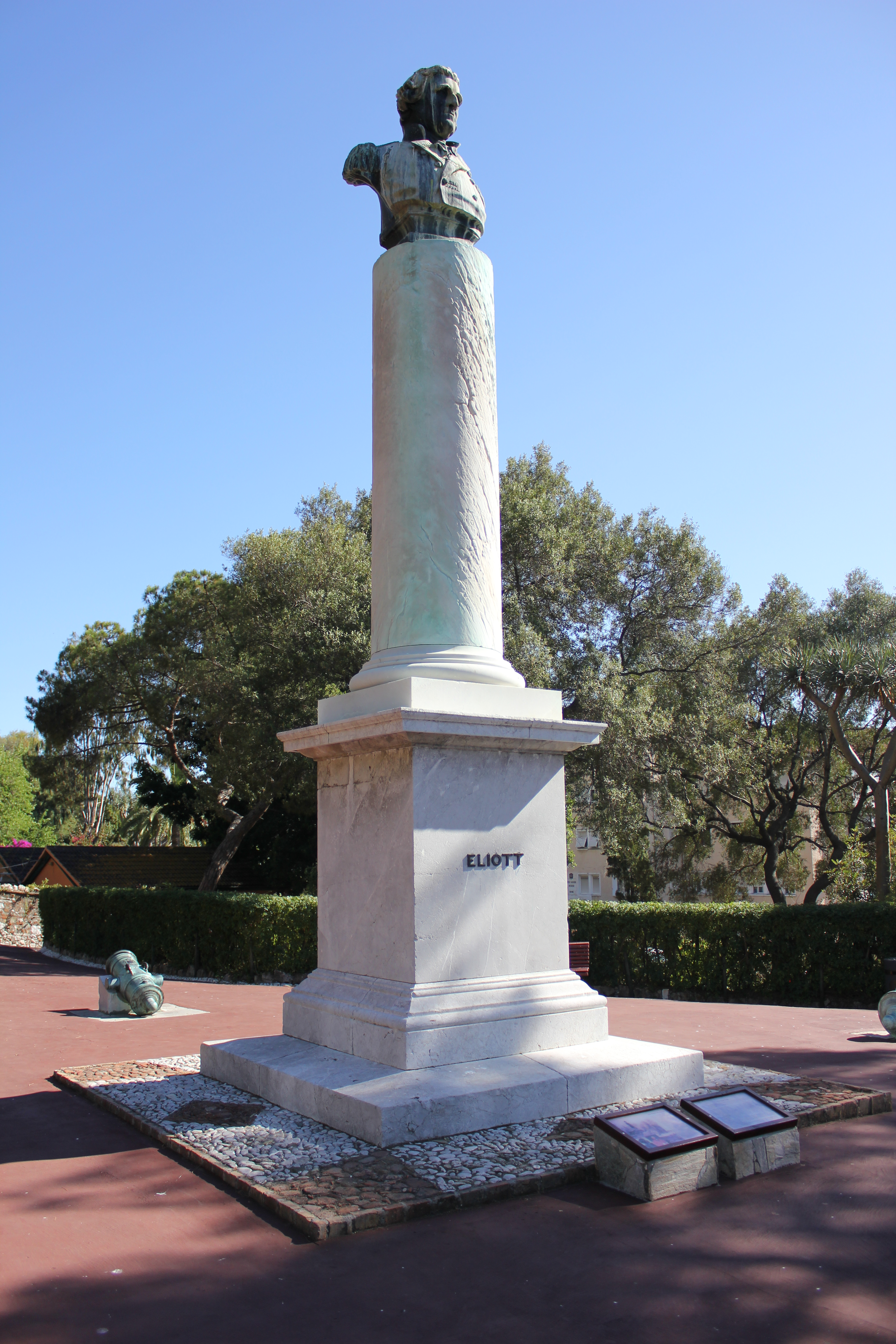
1858年に作られたエリオット記念像

アラメダ庭園の植物には、現地の種と、外地からもたらされた種がある。
- リュウケツジュ (Dracaena draco) - 亜熱帯のドラセナ属の植物。カナリア諸島、カーボベルデ、マデイラ諸島、アゾレス諸島、およびモロッコの一部を原生地とする。この庭園で最も古いものは樹齢300年に達する。
- イタリアカサマツ (Pinus pinea, Stone pine) - イベリア半島から発生し、南ヨーロッパを原生地とするマツの一種。
- 野生のオリーブ (Olea europaea) - モクセイ科の小型の樹木。
- ケルティス・アウストラリス（英語版） (Celtis australis, European Nettle Tree) - 20-25メートルまで成長する落葉樹。
- シルキーオーク (Grevillea robusta, Australian Silk Oak) - グレビレア属（英語版）で最大の種。この庭園には一本しかない[4]。
- カナリーヤシ (Phoenix canariensis, Canary Island Date Palm) - 北アフリカの大西洋沖にあるカナリア諸島を原生地とする大型のヤシ。
- ワシントンヤシ (Washingtonia filifera, Washingtonia) - アリゾナ州の中部・南部・南西部、ネバダ州の南部、メキシコの北西端、カリフォルニア州南部の内陸砂漠地帯のオアシスを原生地とするヤシ。
- ヒロハケンチャヤシ（英語版） (Howea forsteriana, Kentia palm) -  ロード・ハウ島 の固有種。
- 大王矢筈椰子 (Ptychosperma elegans)
- ブッソウゲ (Hibiscus rosa-sinensis, Chinese hibiscus) - 東アジアを原生地とする常緑の低木。
- ブーゲンビリア - 被子植物の属のひとつ。南アメリカの東はブラジル、西はペルー、南は南アルゼンチン（チュブ州）を原生地とする[4]。
- キク科植物 (Asteraceae, daisies) -  被子植物で二番目に大きな科。
- テンジクアオイ (Pelargonium) - 被子植物の属のひとつ。
- 乾燥した気候や土壌に適応した多肉植物、保水性植物。

## ギャラリー

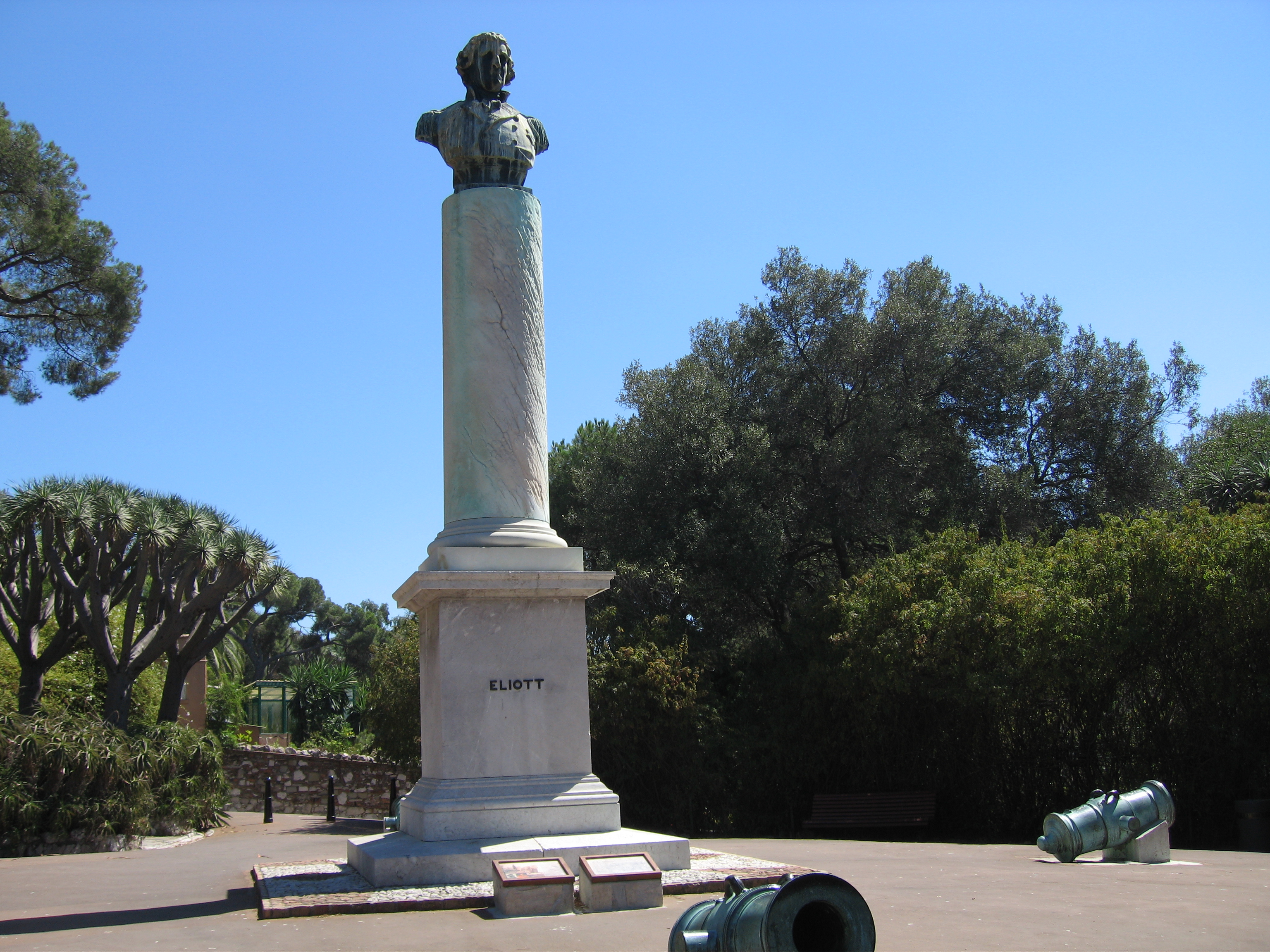
エリオット将軍の青銅製の胸像
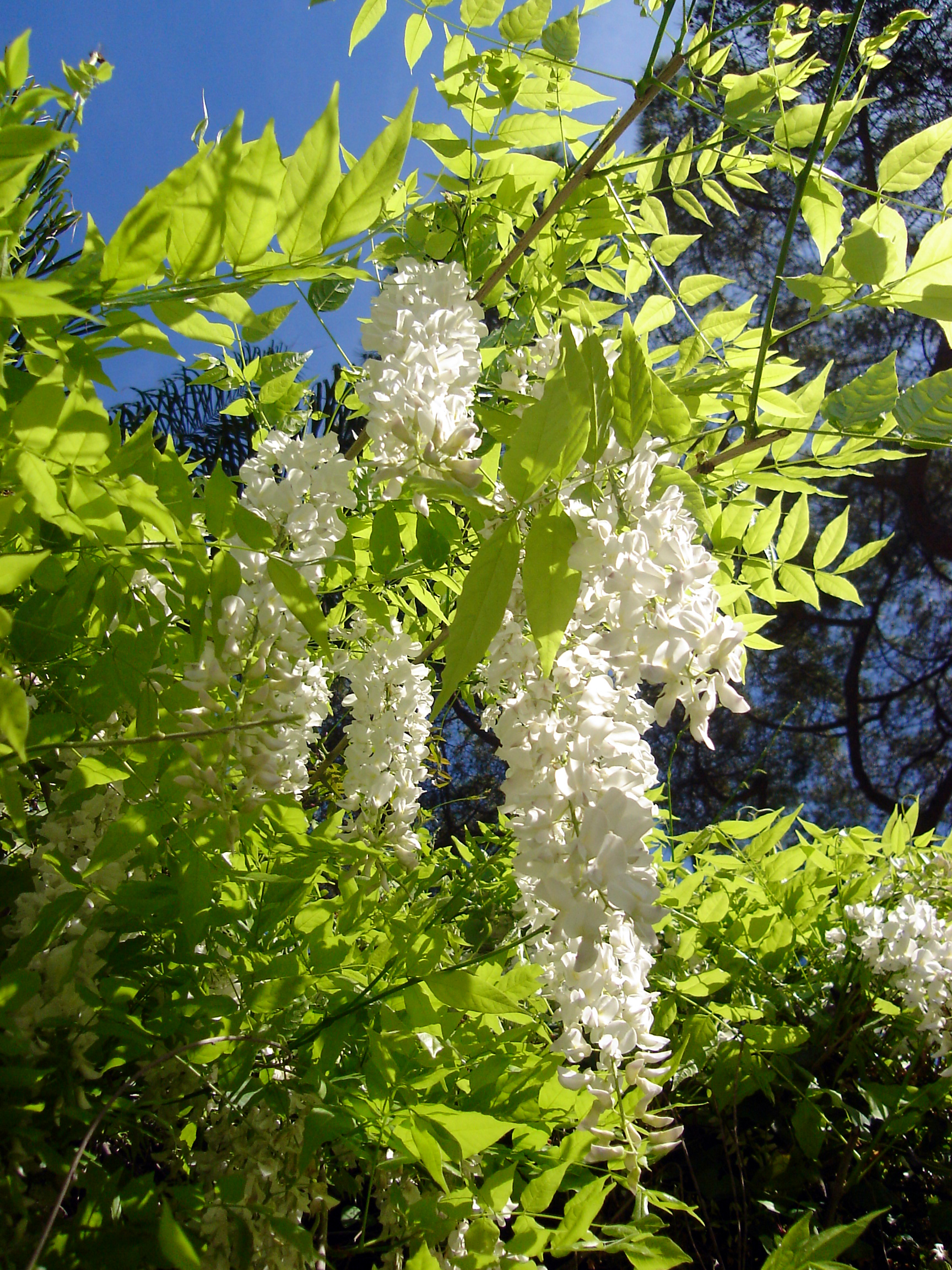
シナフジ（英語版） (Wisteria sinensis, Chinese Wisteria) - フジ属の一種のつる植物。
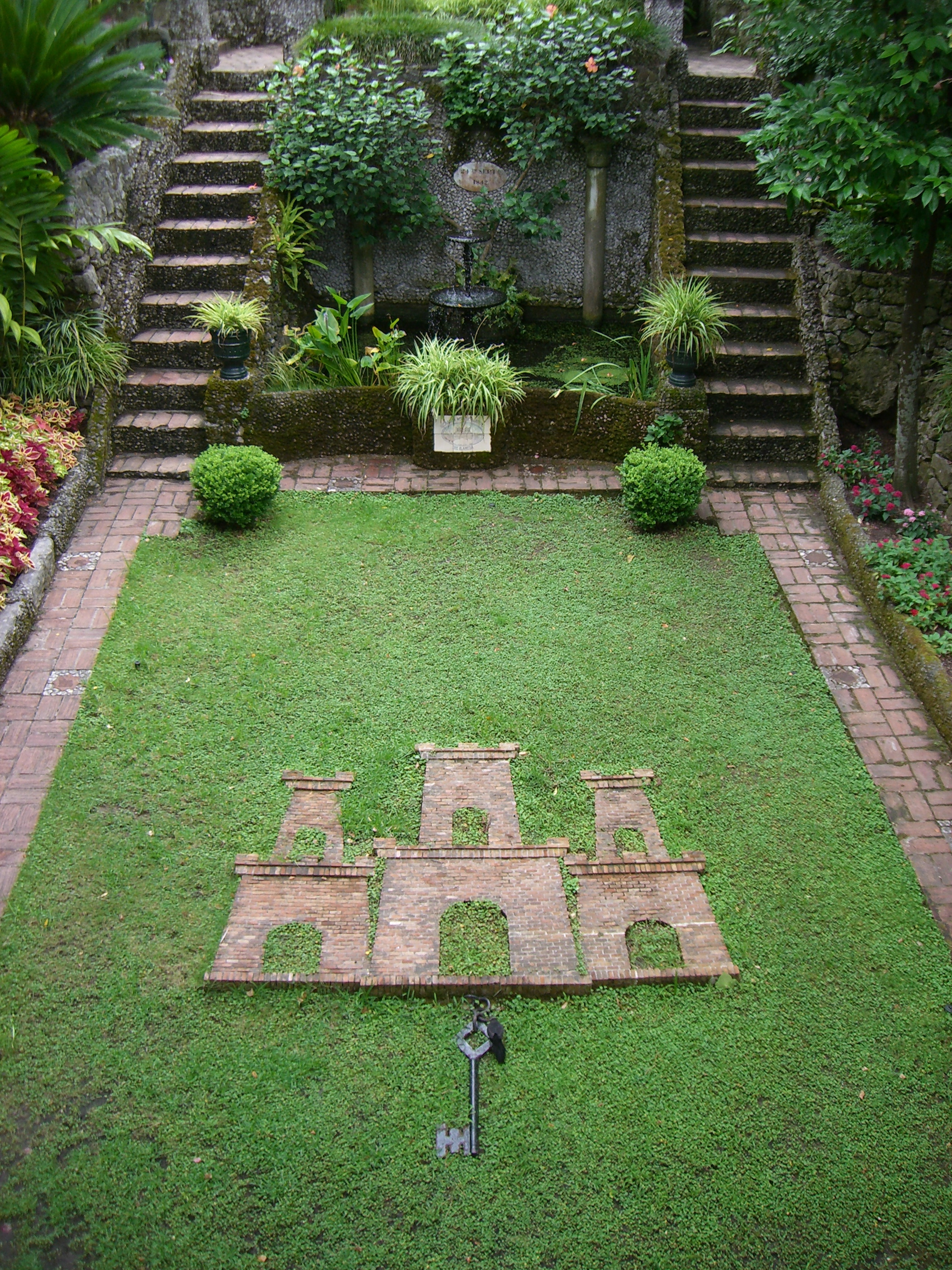
ザ・デルの芝生に描かれたジブラルタルの紋章
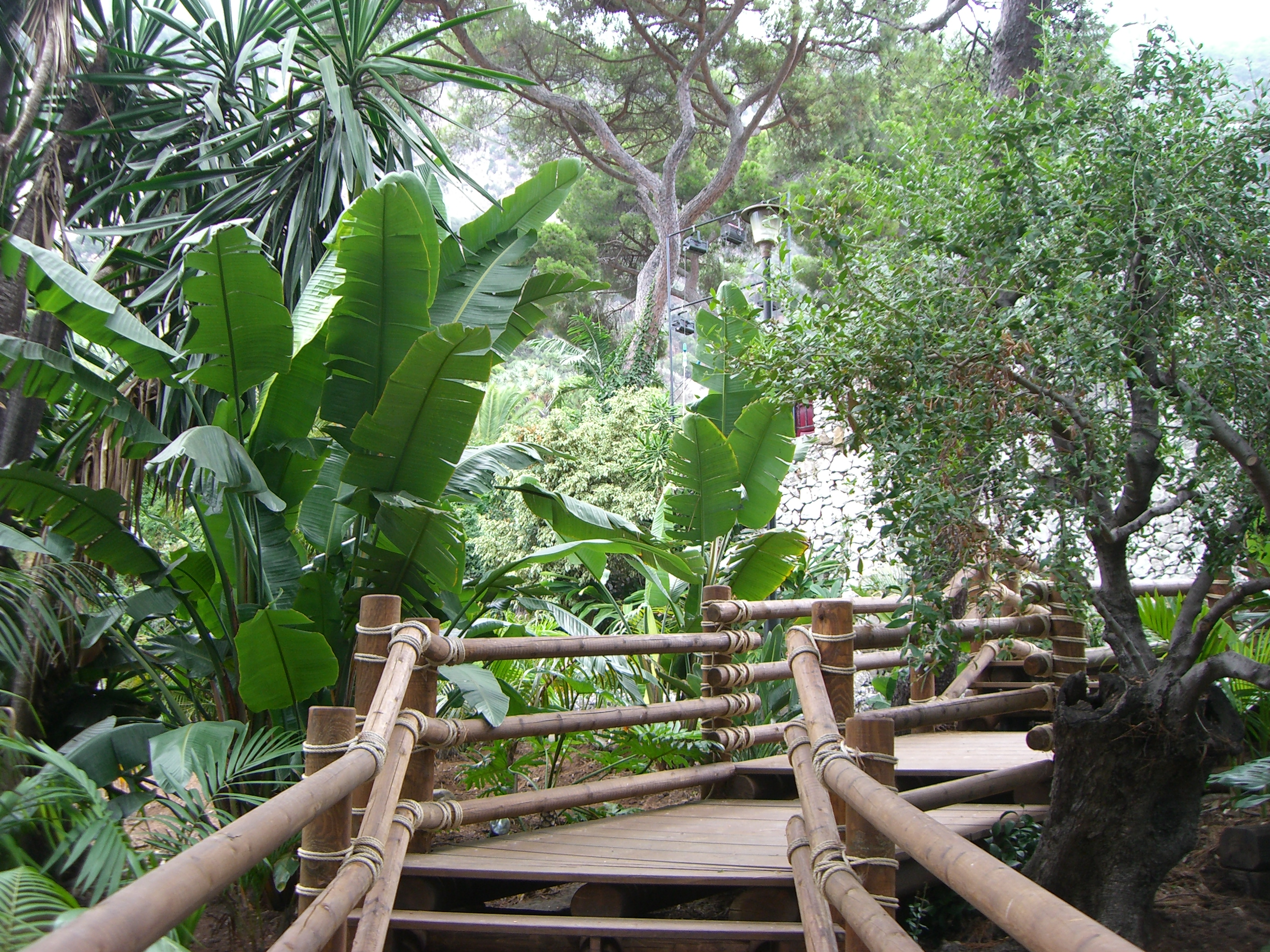
アフリカ区域にわたされた木橋
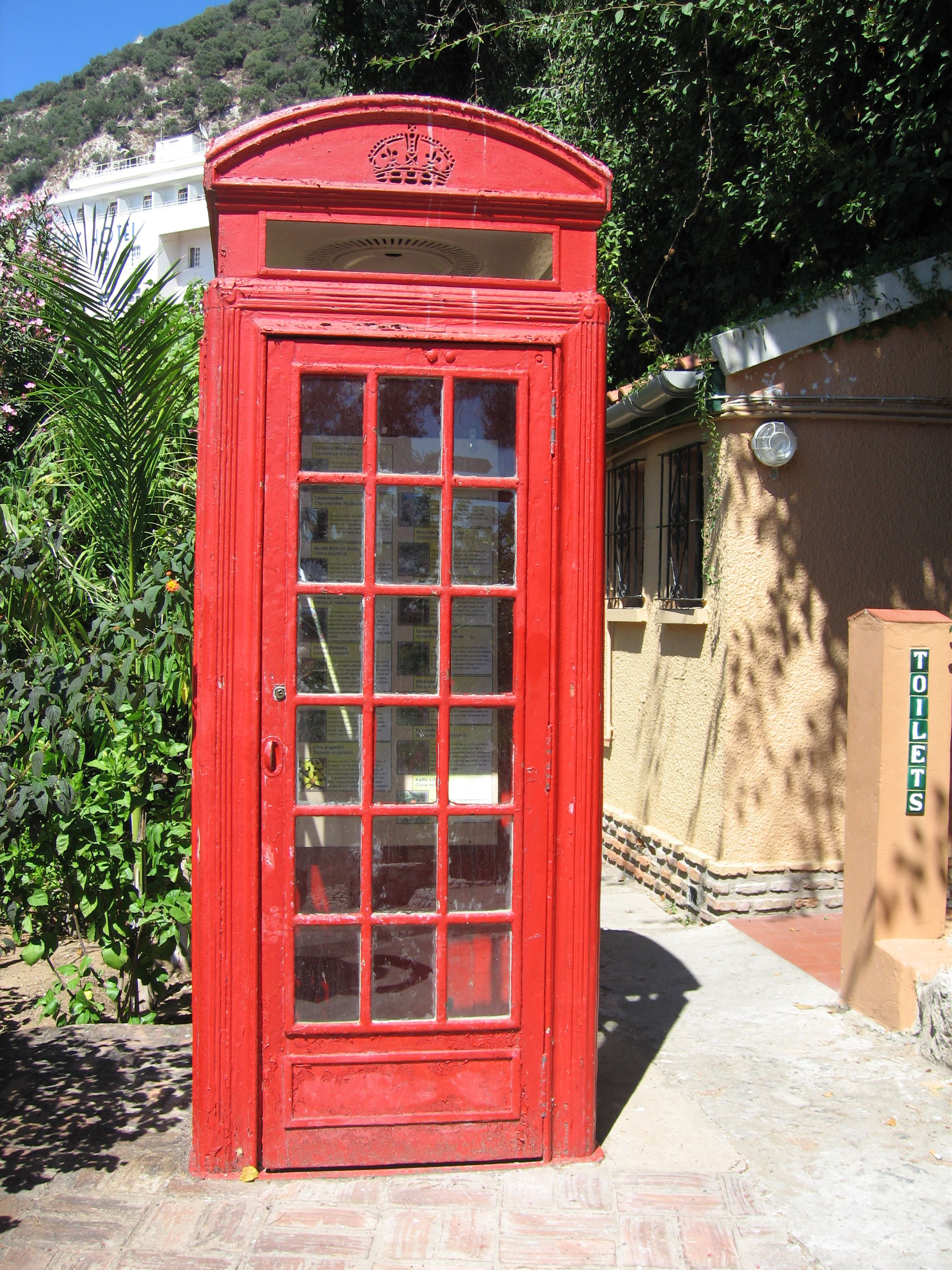
イギリス風の赤い電話ボックス
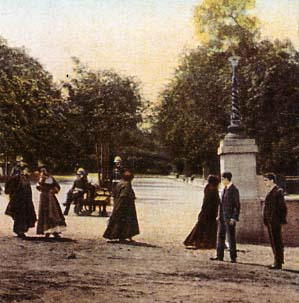
19世紀、アラメダ庭園入口での散策風景
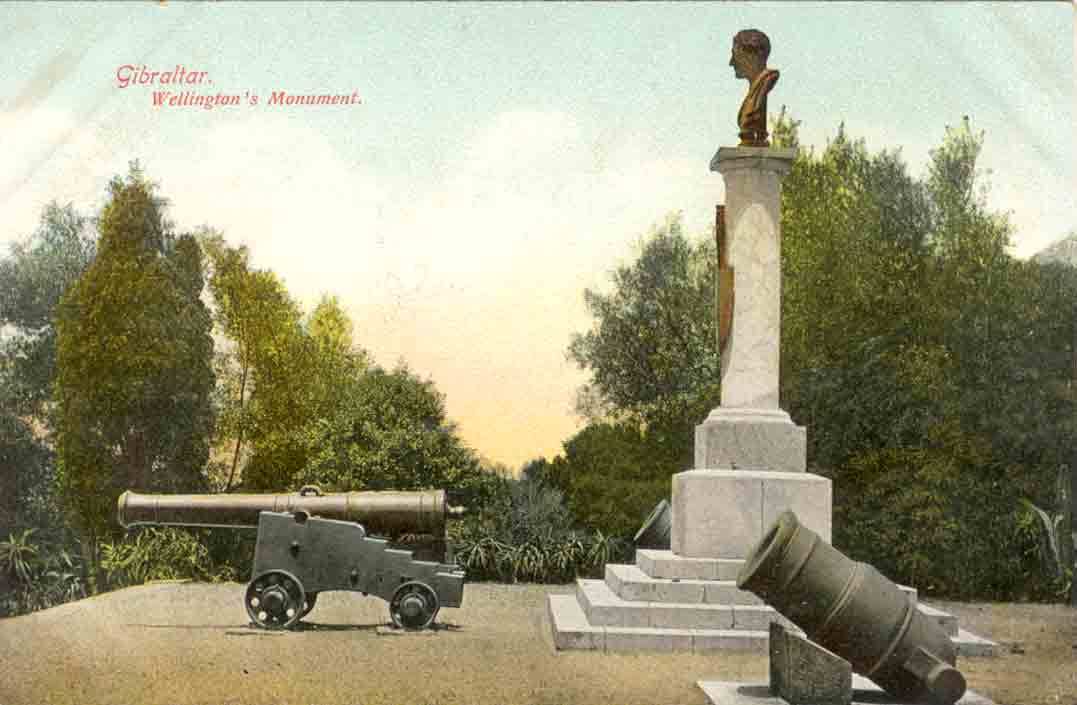
ウェリントン公の記念像
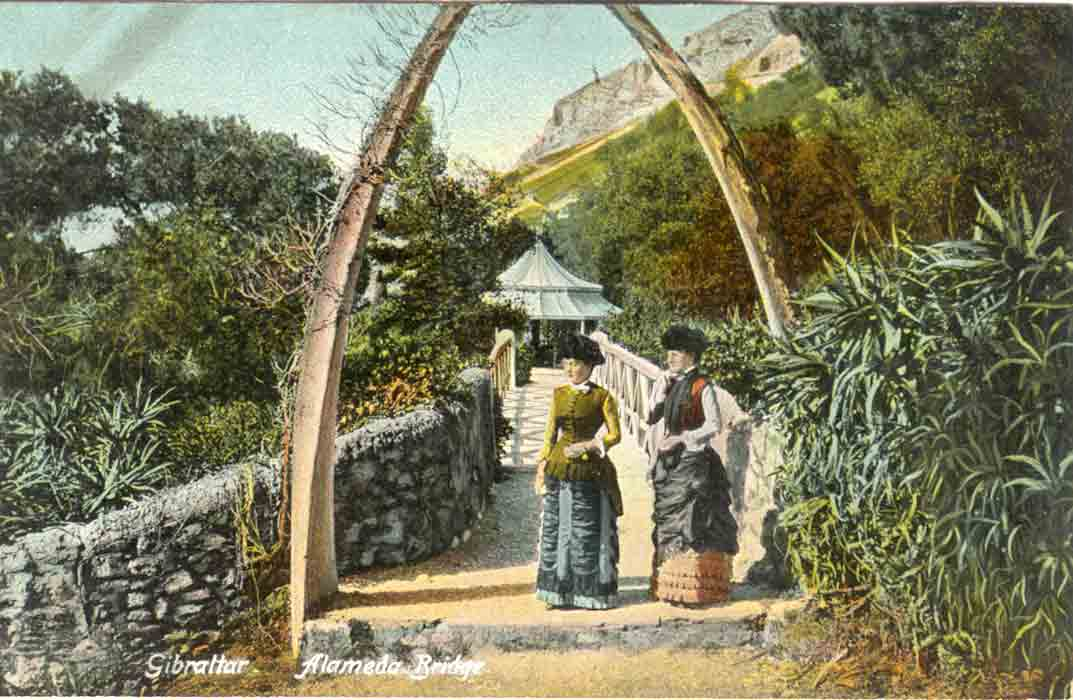
鯨骨門